# Isabel Paterson
Isabel Mary Bowler, conocida como Isabel Paterson (Isla Manitoulin, 22 de enero de 1886-Montclair, 10 de enero de 1961), fue una periodista, novelista y filósofa política canadiense-estadounidense, además de una crítica literaria y cultural destacada en su tiempo.
Está considera como una de las tres madres del libertarismo estadounidense junto con Rose Wilder Lane y Ayn Rand, quienes reconocieron a Paterson como inspiradora intelectual. En 1943 publicó El dios de la máquina, un tratado de filosofía política, economía, e historia, el cual llegó a conclusiones y creencias que muchos libertarios han adoptado como pilares de su propia filosofía.
El biógrafo de Paterson, Stephen D. Cox considera que fue «la primera progenitora del libertarismo tal como lo conocemos hoy en día». En una carta de 1943, Rand escribió: «El dios de la máquina es un documento que literalmente podría salvar el mundo ... El dios de la máquina hace para el capitalismo lo que El capital hizo para los comunistas y lo que la Biblia hizo para los cristianos».

## Biografía
Nació con el nombre de Isabel Mary Bowler en la isla Manitoulin, Ontario, mudándose con su familia al oeste del país cuando todavía era muy joven. Tuvo ocho hermanos y creció en un rancho ganadero de Alberta en el seno de una familia bastante pobre. Aunque era una lectora voraz y en gran parte fue autodidacta accedió a una educación pública breve e informal de los 11 a los 14 años en una escuela unitaria. Más tarde, al final de su adolescencia, Paterson se mudó a la ciudad de Calgary, donde tuvo un empleo clerical en la Canadian Pacific Railway. Durante su adolescencia también trabajó como camarera, taquígrafa y tenedora de libros, siendo en algún momento asistente del futuro primer ministro canadiense, R. B. Bennett.
Su difícil juventud fue la que probablemente llevó a Paterson a dar gran importancia a los emprendedores productivos. Aunque ella era una persona elocuente y erudita, igual tuvo una educación formal extremadamente limitada, al igual que su amiga, la periodista Rose Wilder Lane.
En 1910, a los 24 años, Isabel Bowler se casó con el canadiense Kenneth B. Paterson del que se divorció ocho años después, en 1918. Durante este periodo en el que residió en el lado sur de la frontera con Estados Unidos, Paterson trabajó en el diario, el Inland Herald de Spokane, Washington. Empezó en el departamento comercial y más tarde pasó al departamento editorial donde inició su carrera periodística. Su siguiente trabajo fue en un diario de Vancouver, donde escribió críticas teatrales durante dos años.

### Escritora y crítica
En 1914, Paterson intentó sin éxito que se publicaran sus dos primeras novelas: "El nido de la urraca" (The Magpie's Nest) y "Los jinetes de la sombra" (The Shadow Riders). No fue hasta 1916 que su segunda novela Los jinetes de la sombra fue recibida y publicada por la editorial John Lane Company, que también publicó El nido de la urraca un año después, en 1917.
Después de la Primera Guerra Mundial, Paterson se mudó a Nueva York, donde trabajó para el escultor Gutzon Borglum quien en aquel momento estaba creando las estatuas para la Catedral de San Juan el Divino y que tiempo después talló el monumento del Monte Rushmore.
En 1921, Paterson fue contratada como asistente de Burton Rascoe, redactor literario del periódico New York Tribune, renombrado más adelante como New York Herald Tribune. Durante 25 años, desde 1924 hasta 1949, Paterson escribió una columna (firmando con las iniciales "I.M.P.") para la sección Books (Libros) de este periódico convirtiéndose en una de las críticas literarias más influyentes de su tiempo en un período de gran expansión en el mundo literario de Estados Unidos, junto a la generación emergente de Ernest Hemingway, F. Scott Fitzgerald y otros, más los afrodescendientes del Renacimiento de Harlem y la primera generación estadounidense de las grandes olas de inmigrantes europeos. Entre las amistades de esta etapa de la vida de Paterson estaba el humorista Will Cuppy.
En 1928, a los 42 años, obtuvo la ciudadanía estadounidense. 
Paterson era conocida por demostrar un agudo ingenio en su columna, donde también había articulado inicialmente muchas de sus ideas políticas que alcanzaron una forma final y consolidada en El dios de la máquina. Su pensamiento, especialmente sobre el libre comercio, se vislumbraba ya en sus novelas históricas de las décadas de 1920 y 1930. Defendía menos intervención del gobierno tanto en temas sociales como fiscales, por lo que se opuso a la mayor parte del programa económico conocido como New Deal implementado por el presidente Franklin D. Roosevelt durante la Gran Depresión.

### Paterson y Ayn Rand
A finales de los 1930s, Paterson dirigía un grupo de jóvenes escritores, muchos de los cuales eran empleados del Herald Tribune y coincidían con ella en sus puntos de vista. Entre ellos estaba Sam Welles, futuro editor y corresponsal de la revista Time, y, crucialmente, Ayn Rand.
A Paterson se le atribuye transmitir sus conocimientos de gobierno e historia estadounidense a Ayn Rand, mientras que a ésta se le reconoce haber aportado ideas a Él dios de la máquina. Paterson creía que la ética de Rand era una contribución única: «Tú misma pareces no darte cuenta que tu idea es nueva. No es Nietzsche o Max Stirner... Su supuesto Ego estaba compuesto de palabras vortiginosas - tu concepto del Ego es una entidad, una persona, una creatura viviente funcionando en una realidad concreta» señalaba.
Paterson promovió los libros de Rand y viceversa, a la vez que mantuvieron una amplia correspondencia a lo largo de los años, en la cual ambas solían hablar de religión y filosofía. Siendo atea, Rand era crítica con los intentos con trasfondo deísta de Paterson de mezclar el capitalismo con la religión. Rand creía que los dos eran incompatibles. Su correspondencia finalmente terminó tras un altercado en 1948. Durante una visita de Rand a la casa de Paterson, los comentarios de la última sobre el escritor Morrie Ryskind y un trato abrasivo hacia el empresario William C. Mullendore, llevaron a que Rand se desilusionara con su antigua compañera.
De manera parecida, Paterson se distanció de otra amiga y aliada política, Rose Wilder Lane, en 1946.
Dado el tinte político de los tiempos, El dios de la máquina fue publicado el mismo año que El manantial de Rand y El descubrimiento de la libertad de Rose Wilder Lane. El escritor Albert Jay Nock escribió que los libros de no-ficción de Paterson y Lane eran «los únicos libros comprensibles de filosofía del individualismo que habían sido escritos en Estados Unidos en el siglo presente». Ambas mujeres habían «enseñado al mundo masculino de este período fundamentalmente a cómo pensar... Ellas no juegan ni dan vueltas - cada golpe suyo va directo al centro». El periodista John Chamberlain atribuye a Paterson, Lane y Rand su definitiva «conversión» del socialismo a lo que él llamó «una vieja filosofía estadounidense» de ideas libertarias y conservadoras. Jim Powell, un alto miembro del Instituto Cato, considera a Paterson, Lane y Rand como las tres mujeres más importantes del libertarismo estadounidense moderno.

### Últimos años
Paterson más adelante influenció el auge en la posguerra del conservadurismo estadounidense a través de su correspondencia con el joven Russell Kirk en los años 1940, y con el joven William F. Buckley en los 1950. Buckley y Kirk eventualmente pasaron a fundar la revista National Review, en la que Paterson contribuyó durante una breve época. Sin embargo, ella a veces difirió considerablemente de Buckley, por ejemplo, al discrepar sobre una reseña que la revista hizo de la novela de Rand La rebelión de Atlas.
Al jubilarse, Paterson rehusó a inscribirse en la Seguridad Social y mantuvo su tarjeta de Seguridad Social en un sobre con la frase «La estafa de la Seguridad Social» escrita en él.
Paterson murió el 10 de enero de 1961 y fue enterrada en la parcela familiar de los Welles en el cementerio de la Iglesia Episcopal de Santa María en Burlington, Nueva Jersey.